# Банксия болотная
Ба́нксия болотная (лат. Banksia paludosa) — кустарник; вид рода Банксия семейства Протейные.

## Общие сведения
Распространена на юго-востоке Австралии, в штате Новый Южный Уэльс, на пустошах между Сиднеем и Бейтмэнс-Бей, а также изолированно в южной части городка Эдем (Новый Южный Уэльс). Имеет два подвида, первый, довольно распространённый, высотой до 1,5 метра, и второй, astrolux, высотой до 5 метров, встречающийся только на территории национального парка Наттай.
Впервые была описана ботаником Робертом Броуном в 1810 году в его On the Proteaceae of Jussieu, тогда же получила наименование B. paludosa. В 1870 году Джорджем Бентамом была определена как разновидность Banksia integrifolia, однако в 1091 году была Алексом Джорджем вновь выделена как отдельный вид растений. В настоящее время в садоводческих хозяйствах Австралии культивируется как декоративное растение, требующее яркого солнца и достаточного водообеспечения.

## Галерея

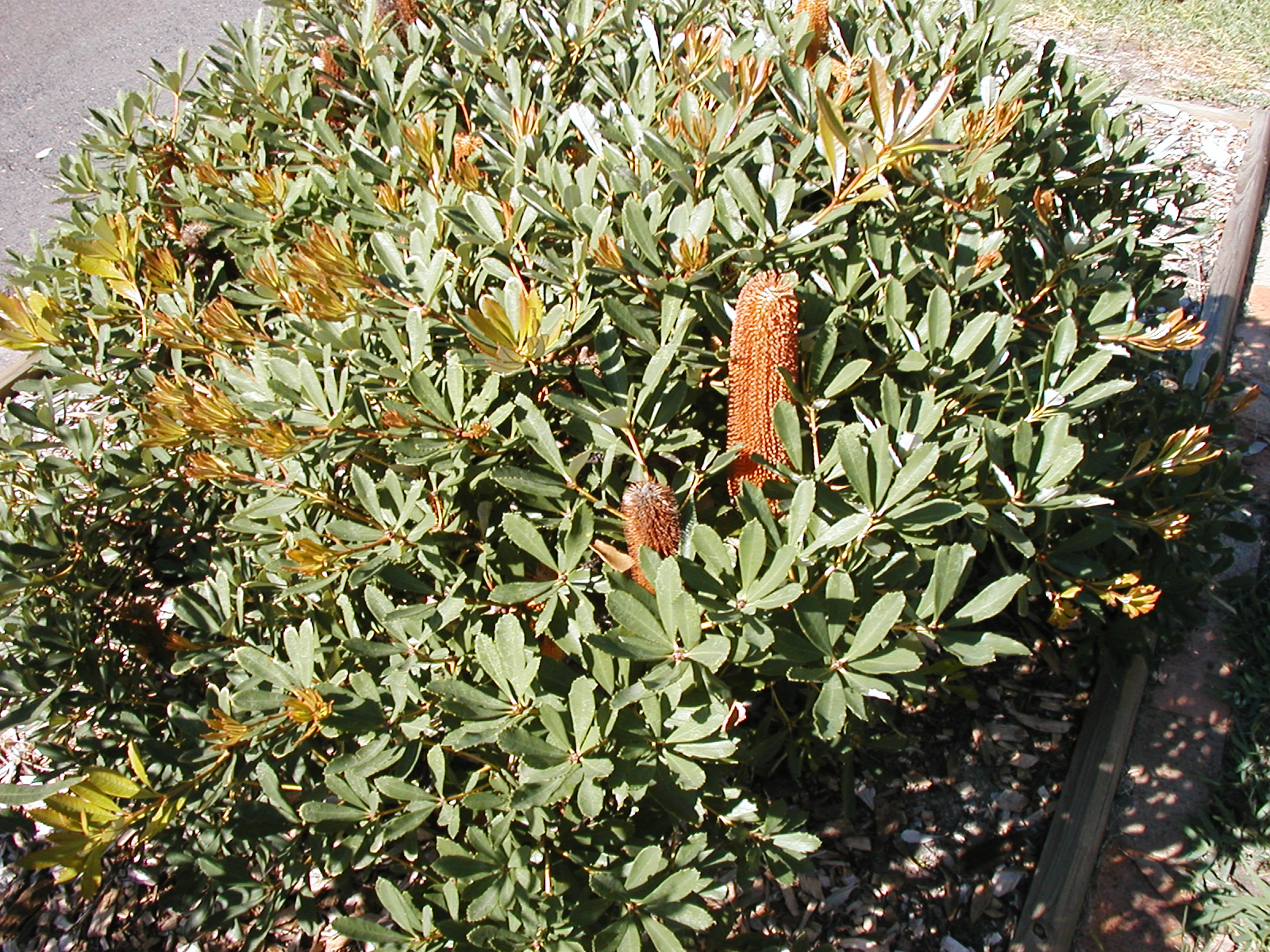
Вид кустарника с цветками
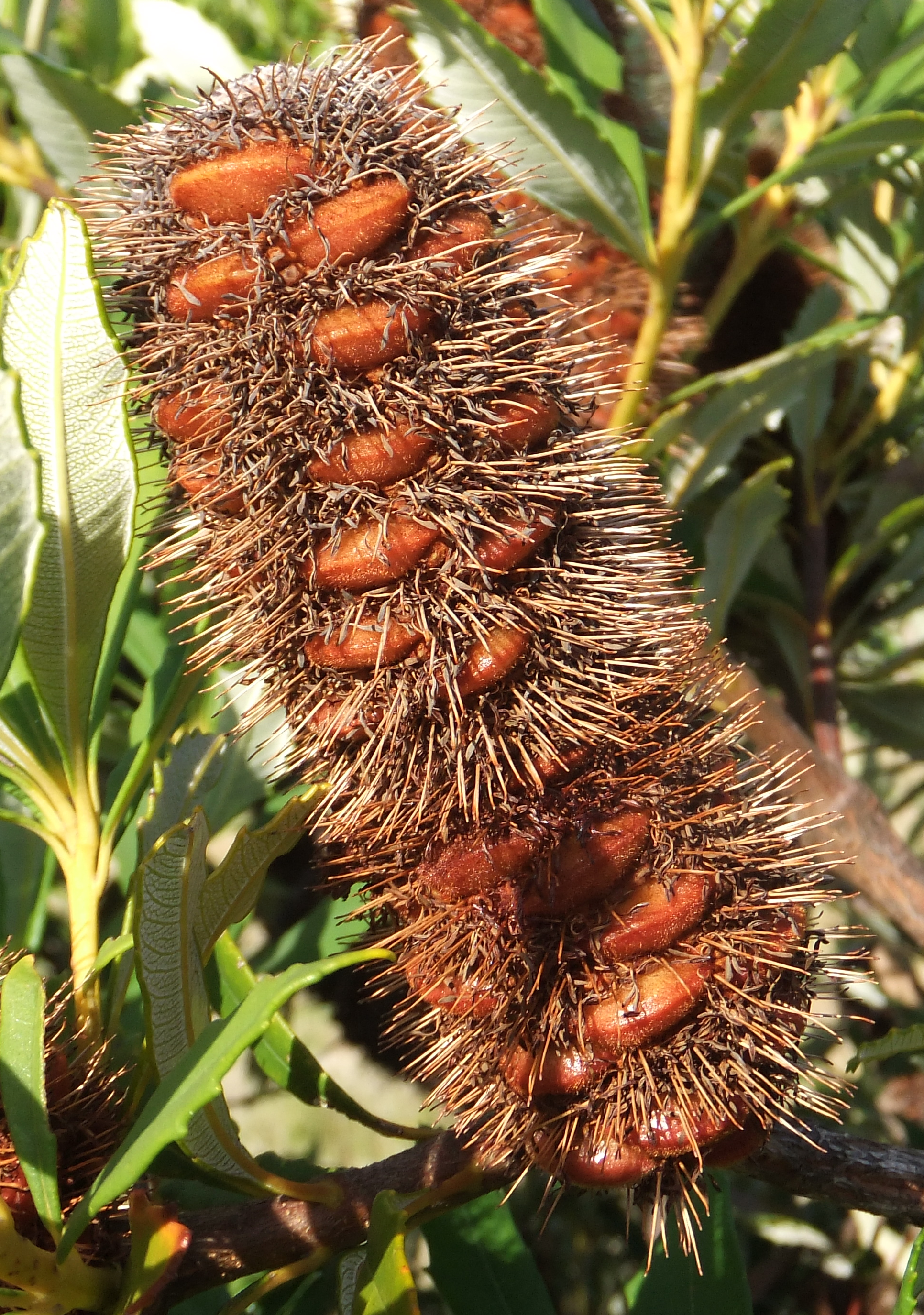
Молодое растение Banksia paludosa